# バラードベストコレクション 可憐〜Karen〜
『バラードベストコレクション 可憐〜Karen〜』は、平松愛理のコンピレーション・アルバム。

## 解説
タイトルが表すとおり、1989年のデビューからこれまでに発表された楽曲の中からバラード曲のみを収録したアルバム。初の2枚組CDとして発売された。

## 収録曲

### Disc 1
1. 思い出の坂道
2. 悲しくて 悲しすぎて
3. 本気でI LOVE YOU
4. DESTINY
5. 部屋とYシャツと私
6. 朝のホームで
7. 愛をあげたい
8. ファーストクリスマスイヴ
9. GIRLFRIEND
10. 今日の恋人
11. 私を忘れて
12. 駅のない遮断機（Remix`93）
13. おやすみなさい

### Disc 2
1. 思い出のOld number
2. 渚のエンブレム（More sweetened version）
3. 戻れない道
4. この街のどこかで（single ver.）
5. Midnight Sun
6. Moderato Heart
7. あの日の忘れ物
8. 恋の証人
9. 明日にしましょう
10. Crescent Moonshine
11. 雨の日曜日（One day at a time version）
12. ごきげんよう
13. 南町から